# Sonolita
La sonolita és un mineral de la classe dels nesosilicats, i dins d'aquesta pertany a l'anomenat “grup de la humita”. Va ser descoberta l'any 1963 en la mina Sono de la prefectura de Kyoto (Japó), sent nomenada així pel nom de la mina.

## Característiques químiques
És un silicat hidroxilat de manganès. Estructura molecular de nesosilicat. El grup de l'humita en què s'enquadra són tots silicats hidroxilats d'un metall amb impureses, freqüentment amb fluor.
És dimorf amb la jerrygibbsita, mineral d'igual fórmula química però que cristal·litza en sistema cristal·lí ortorrómbic en comptes del monoclínic de la sonalita.
A més dels elements de la seva fórmula, sol portar com a impureses: fluor, titani, alumini, ferro, magnesi, calci, aigua i carboni.

## Formació i jaciments
Apareix en roques metamòrfiques amb jaciments rics en manganès.
Sol trobar-se associat a altres minerals com: rodocrosita, galaxita, pirocroita, franklinita, wil·lemita, zincita, manganosita, clorita, calcita o Tefroita.